# 조큐 (1040년)
조큐(일본어: 長久)는 일본의 연호 중 하나이다.
- 전후 : 조랴쿠(長暦) 이후 - 간토쿠(寛徳) 이전.
- 시기 : 1040년 ~ 1043년
- 천황 : 고스자쿠 천황

## 개원
- 조랴쿠 4년 11월 10일(율리우스력 1040년 12월 16일) 개원하여
- 조큐 5년 11월 24일(율리우스력 1044년 12월 16일) 간토쿠로 개원됐다.

## 출전
노자(老子)가 남긴 《도덕경》 제7장의 "天長地久"

## 서력과의 대조표
| 조큐        | 원년       | 2년        | 3년        | 4년        | 5년        |
| ----------- | ---------- | ---------- | ---------- | ---------- | ---------- |
| 서기 (西紀) | 1040년     | 1041년     | 1042년     | 1043년     | 1044년     |
| 간지 (干支) | 경진(庚辰) | 신사(辛巳) | 임오(壬午) | 계미(癸未) | 갑신(甲申) |

## 같이 보기
- 일본의 연호 일람

| 이전 조랴쿠 | 일본의 연호 1040년 ~ 1043년 | 다음 간토쿠 |